# Епархиальный музей (Гданьск)
Епархиальный (Архиепископский) музей в Гданьске (пол. Muzeum Archidiecezjalne w Gdańsku) — музей в Гданьске-Оливе, существующий с 1975 года. Он расположен внутри бывшего цистерцианского монастыря (1186—1831), который использовался Гданьской духовной семинарией с 1957 года. В летний сезон наиболее ценная историческая часть монастыря доступна для посетителей, она представляет собой экспонаты конца XIII—XV, ранее полностью закрытые для обозрения.

## Описание
Торжественное открытие музея проводилось епископом Кракова, кардиналом Каролем Войтылой и епископом Гданьской епархии Лехом Качмареком 16 ноября 1975 года, в годовщину создания Гданьской епархии. В музее представлены коллекции сакрального искусства: живопись, скульптуры и украшения в бывшей трапезной и Оливском зале. После проведения реставрационных работ в интерьерах исторического монастыря в 1993—1999 годах музей изменил свой стиль, сделав упор на ревалоризацию и тем самым восстановив первоначальные художественные и материальные ценности.
Такие помещения, как дом главы епархии (без изменений, в настоящее время — ризница собора), трапезная, зал Оливы и Часовня Святой Марии, расположенные в непосредственной близости от монастыря, окружающих доступное для посещения помещение, создают ценный комплекс сакральной архитектуры с большими ценностями для всего научного мира. Этой же идеей руководствуется новая выставка сакральных коллекций произведений искусства, перенесенная в настоящее время в приемную монастыря, а также выставка живописных массивов, расположенных в монастыре. В будущем для экспозиции планируется открытие бывшей цистерцианской часовни с использованием сохранившихся фрагментов архитектуры конца XIII века.